# هادی شفائیه
هادی شفائیه (زادهٔ ۲۳ مرداد ۱۳۰۲ در تبریز – درگذشتهٔ ۷ شهریور ۱۳۹۷ در دوبلین، اوهایو) عکاس پیشکسوت ایرانی بود. از او با عنوان طراح و پایه‌گذار رشته عکاسی در دانشگاه‌های ایران یاد می‌شود.

## زندگی
هادی شفاییه فرزند شفیع شفاییه در  سال ۱۳۰۲ در تبریز زاده شد. چون همه خانواده او داروساز بودند او نیز داروسازی را در ترکیه فراگرفت اما هیچگاه به دنبال آن نرفت. هادی شفائیه در سال ۱۳۱۲ نخستین تجربه عکاسی و چاپ و ظهور عکس را انجام می‌دهد. در سال ۱۳۲۰ برای نخستین بار در یک مسابقه عکاسی که انجمن فرهنگی ایران و فرانسه ترتیب داده بود شرکت کرد و برنده نخست مسابقه شد.
او در فروردین ۱۳۳۴ با گشایش «استودیو هادی» در چهارراه پهلوی (ولیعصر کنونی) داخل کوچه سرمد، رسماً و به‌طور حرفه‌ای عکاسی را آغاز کرد و در تابستان همان سال نخستین کلاس عکاسی ایران را برگزار نمود. او به خاطر کیفیت کار خود، گران‌ترین آتلیه تهران را داشت. به‌طوری که ساکو عکاس ویژه دربار برای هر عکس ۱۲ تومان می‌گرفت، اما مشتریان شفائیه باید ۹۰ تومان می‌پرداختند و تنها می‌توانستند با وقت قبلی از ساعت ۹ تا ۱۲ ظهر و ۴ تا ۷ عصر برای گرفتن عکس به آتلیه هادی بروند. او همه کارهای آتلیه از جمله جارو زدن را خودش انجام می‌داد.
آغاز تدریس عکاسی در دانشگاه از سال ۱۳۴۹ و پایه‌گذاری رشتهٔ عکاسی با راه‌اندازی دورهٔ چهار و نیم سالهٔ کارشناسی عکاسی پس از تصویب طرح پیشنهادی وی از سوی شورای عالی انقلاب فرهنگی و پذیرش مدیریت گروه عکاسی در «پردیس هنرهای زیبای دانشگاه تهران» و نیز مدیریت گروه(هسته) عکاسی در «مجتمع دانشگاهی هنر»(دانشگاه هنر) از بهمن ماه سال ۱۳۶۲ و نیز تدریس رسمی دروس عکاسی در دانشگاه صنعتی شریف، دانشگاه تهران و دانشکده هنرهای تزئینی (دانشگاه هنر) در دهه چهل و پنجاه از دیگر تلاش‌های هادی شفائیه هستند. وی مدیریت و تدریس در هر دو گروه عکاسی را در «دانشکده هنرهای زیبا» و «دانشگاه هنر» تا پایان سال تحصیلی ۱۳۶۶ به عهده داشت. اگرچه فعالیت‌های عکاسی وی گونه‌های مختلف عکاسی را در بر می‌گیرد ولی آوازه او بیشتر به خاطر پرتره‌هایی است که عکاسی کرده‌است.

## مهاجرت به آمریکا
هادی شفائیه در سال ۱۳۶۷ به ایالات متحده آمریکا مهاجرت کرد و تا پایان عمر در اوهایو کار و زندگی کرد. او پیش از ترک ایران، شمار اندکی از نگاتیوهای خود را به آمریکا برد و باقی آنها را با قیچی خرد کرد.

## آثار
از شناخته‌شده‌ترین کارهای او تک‌چهره‌های نیما یوشیج، احمد شاملو، اردشیر محصص، ثمین باغچه بان (و دیگر مشاهیر ادبی و هنری همدورهٔ خویش) هستند.
فن و هنر عکاسی، کتابی در عکاسی به نوشته او است که در سال ۱۳۷۲ توسط شرکت انتشارات علمی و فرهنگی در تهران به چاپ رسید.

## نگارخانه

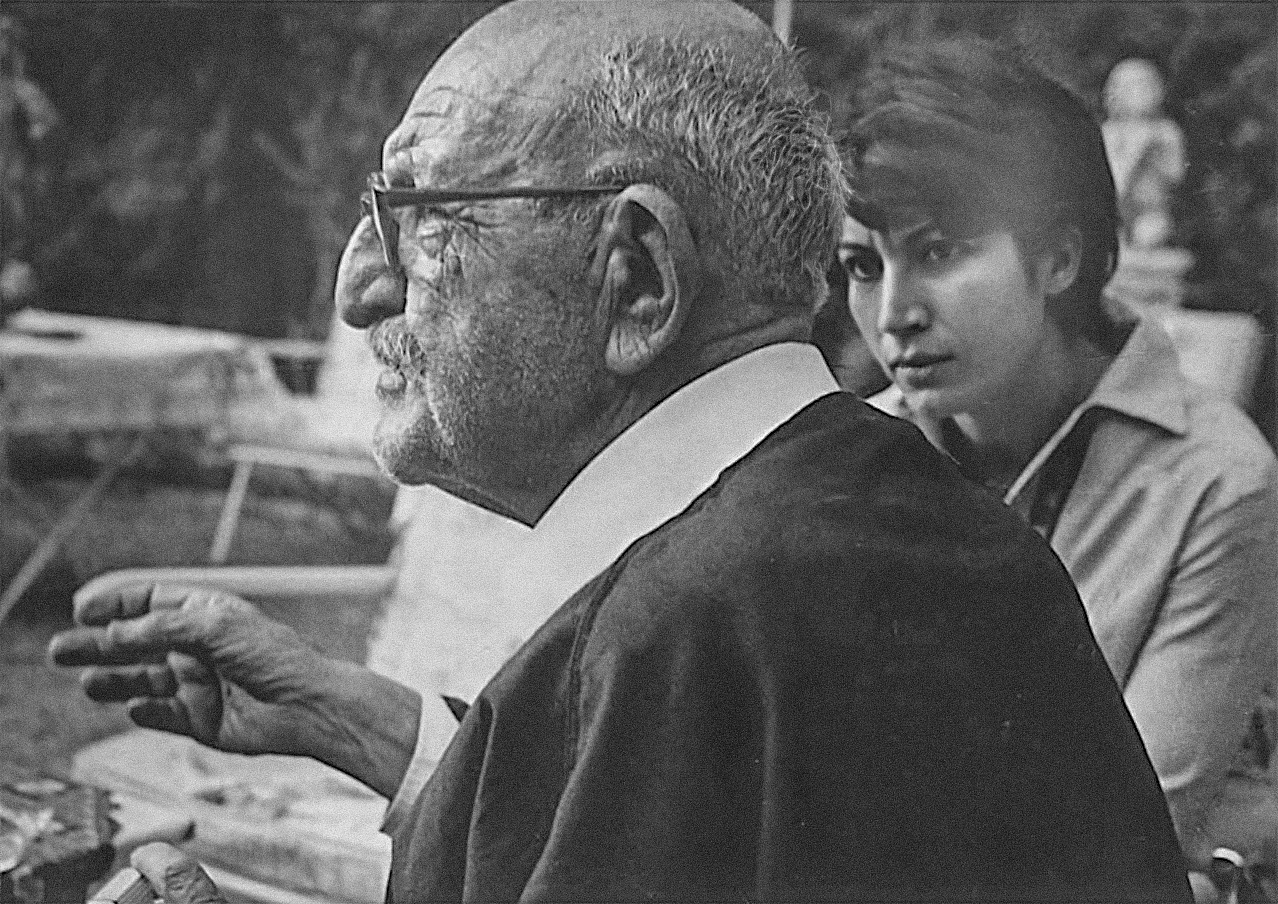
نگاره شفائیه از فروغ فرخزاد و دوستعلی خان معیرالممالک
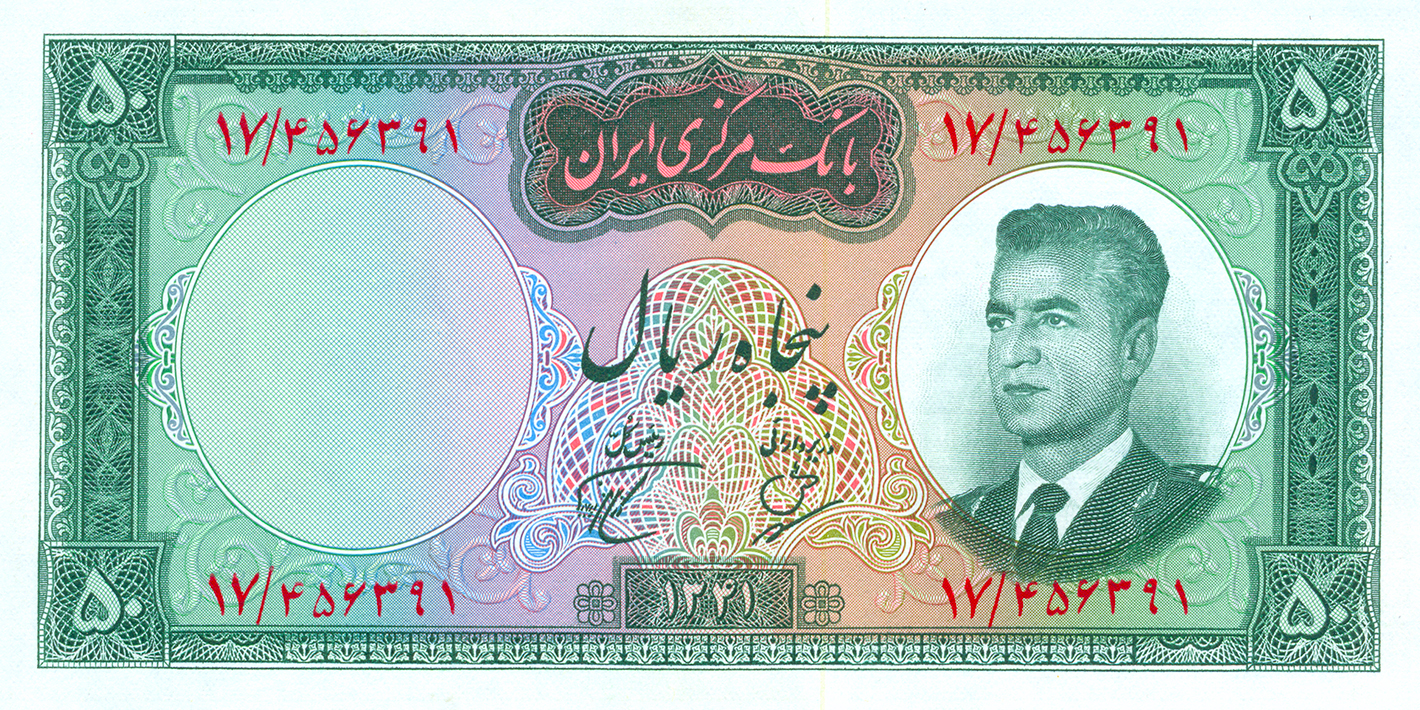
تصویر محمدرضا پهلوی روی اسکناس دودمان پهلوی
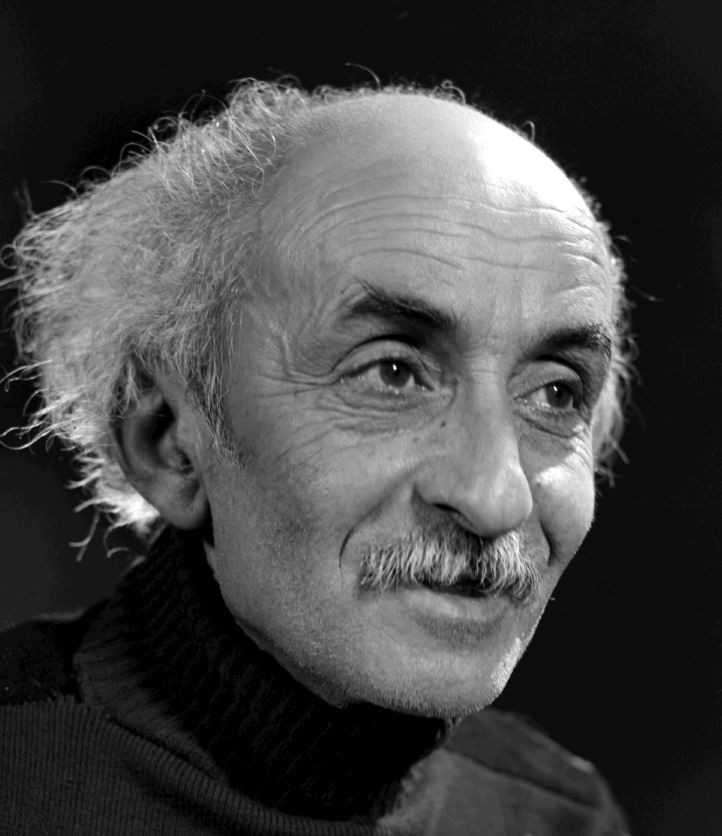
تک‌چهره نیما یوشیج از شناخته‌شده‌ترین کارهای هادی شفائیه است.
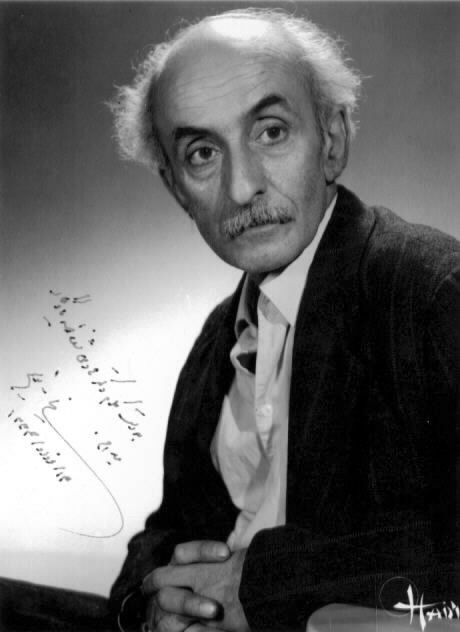
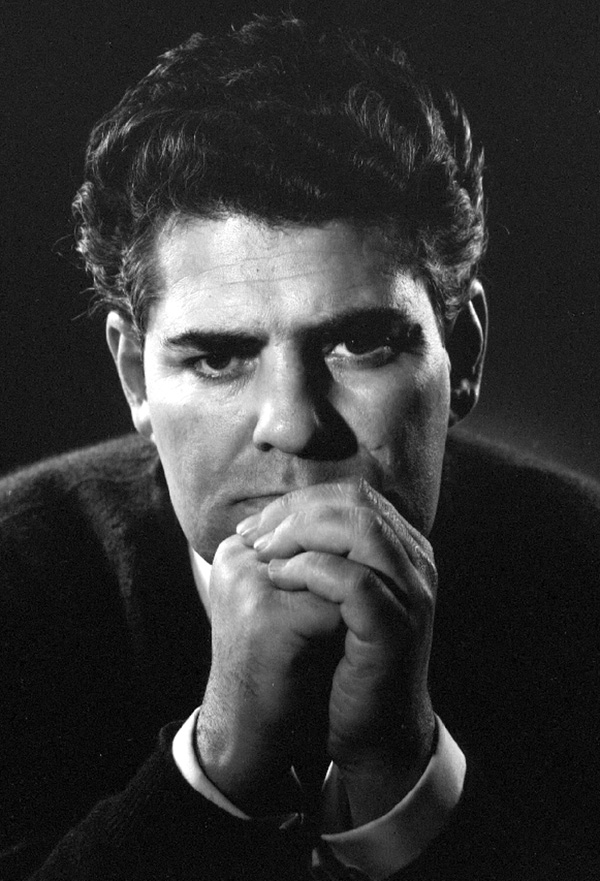
احمد شاملو